# Daniel Villegas
Daniel Villegas Mora, conocido deportivamente como Daniel Villegas (Heredia, 6 de enero de 1998) es un futbolista costarricense. Actualmente juega en Santa Ana Fútbol Club de la Segunda División de Costa Rica.

## Trayectoria
El jugador llegó oficialmente a la Liga Deportiva Alajuelense en el año 2012 para integrar las divisiones menores del club.  

## Clubes
| Club                                  | País       | Año         |
| ------------------------------------- | ---------- | ----------- |
| Liga Deportiva Alajuelense            | Costa Rica | 2016 - 2020 |
| Municipal Santa Ana (Cedido)          | Costa Rica | 2017        |
| Asociación Deportiva Jicaral (Cedido) | Costa Rica | 2019        |
| Deportivo Mixco (Cedido)              | Guatemala  | 2020        |
| Municipal Pérez Zeledón               | Costa Rica | 2020 - 2022 |

## Estadísticas
| Club                                    | Temporada   | Liga | Liga | Copas Nacionales * | Copas Nacionales * | Copas Internacionales ** | Copas Internacionales ** | Total | Total |
| Club                                    | Temporada   | PJ   | G    | PJ                 | G                  | PJ                       | G                        | PJ    | G     |
| --------------------------------------- | ----------- | ---- | ---- | ------------------ | ------------------ | ------------------------ | ------------------------ | ----- | ----- |
| Liga Deportiva Alajuelense · Costa Rica | 2016 - 2017 | 1    | 0    | 0                  | 0                  | 0                        | 0                        | 1     | 0     |
| Municipal Santa Ana (Cedido) Costa Rica | 2017        | 21   | 0    | 0                  | 0                  | 0                        | 0                        | 21    | 0     |
| Liga Deportiva Alajuelense · Costa Rica | 2017 - 2018 | 19   | 0    | 0                  | 0                  | 0                        | 0                        | 19    | 0     |
| Liga Deportiva Alajuelense · Costa Rica | 2018 - 2019 | 24   | 1    | 0                  | 0                  | 0                        | 0                        | 24    | 1     |
| Liga Deportiva Alajuelense · Costa Rica | Total       | 65   | 1    | 0                  | 0                  | 0                        | 0                        | 65    | 1     |